# Sonnenrand
Als Sonnenrand bezeichnet man in der Astronomie und Geodäsie den sichtbaren Rand der Sonnenscheibe. Aus Sicht der Astronomen ist er die Obergrenze der Photosphäre, jener äußeren Schicht der Sonne, die noch im integralen (weißen) Licht strahlt.
Aus Sicht des Vermessungsingenieurs stellt der Sonnenrand hingegen ein ideales Fernziel dar, mit dem an etwa der Hälfte der Tage ein Vermessungsnetz absolut orientiert werden kann. Da die Sonne praktisch kreisrund erscheint, erhält man die Richtung zur Sonnenmitte einfach durch Messung zu ihrem rechten und linken Rand.

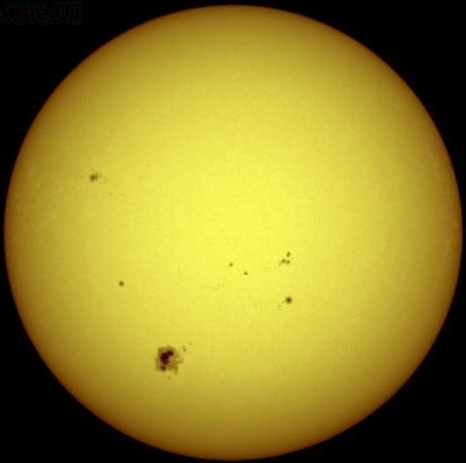
Die Sonne im Juni 1992. Deutlich sichtbar ist die Randverdunkelung. Der Sonnenfleck links unten hat etwa 5-fache Erdgröße.

## Visuelle Erscheinung
Wenn man die Sonne in einem Fernrohr (mit dunklem Filter oder mit der Projektionsmethode) betrachtet, erkennt man:
- meist einige Sonnenflecken – die zum Rand hin oval werden und etwas vertieft aussehen
- eine am Sonnenrand merkliche Abdunklung der Helligkeit
- rasch wechselnde Welligkeit des Randes durch die Luftunruhe
- bei tiefem Sonnenstand ein ovales Sonnenbild statt eines Kreises.

Während die erstgenannte Erscheinung vornehmlich die Berufs- und Hobbyastronomen interessiert, spricht die letzte speziell die Fotografen an. Sie geht auf die zum Horizont hin sehr stark zunehmende Astronomische Refraktion zurück.
Das zweite Phänomen hängt mit der Strahlung eines gasförmigen Körpers zusammen und gibt jedem Foto der Sonne einen plastischen Eindruck. Ein Festkörper in Kugelform zeigt eine solche Randverdunkelung kaum.
Das dritte Phänomen ist eine Folge der atmosphärischen Turbulenzen und hängt direkt mit der Qualität der astronomischen Sicht zusammen. Die Luftunruhe ist tagsüber meist stärker als nachts – und naturgemäß bei Sonnenschein besonders intensiv. Denn wenn der Himmel nicht oder nur wenig bewölkt ist und viel Energie auf die Erdoberfläche trifft, bewirken die entstehenden Temperaturdifferenzen mehr Luftturbulenz als bei bedecktem Himmel. Je stärker die Sonnenränder „wallen“, desto stärker sind z. B. auch die Auf- und Abwinde beim Segelflug oder im Gebirge.

### Sichere Methoden der Sonnenbeobachtung
Die einfachste Methode der Sonnenbeobachtung ist die Projektion durch das Okular auf ein Blatt weißes Papier. Die Scharfstellung erfolgt am Okular oder durch Ändern des Abstandes. Einziger Nachteil ist die Maserung des Papiers, die aber durch leichtes Kreisen unschädlich wird.
Aufwendiger und teurer ist die Verwendung von Sonnenfiltern (beschichtete Gläser oder Folien). Sie sollen aber nicht hinter dem Okular angebracht werden, weil sie in der dort herrschenden Hitze schmelzen oder zerspringen könnten. Die Filter sind daher vor dem Objektiv zu montieren, was aber größere Dimensionen erfordert. Spezielle Okulare für bequemere Beobachtung sind das Herschel- bzw. Pentaprisma und das geodätische Roelofsprisma.
Sollen neben den Sonnenflecken und Sonnenrändern auch Flares oder Protuberanzen beobachtet werden, braucht es spezielle Farbfilter (z. B. ein H-alpha-Filter) bzw. abschattende Teile im Strahlengang des Teleskops. Das Protuberanzenfernrohr erzeugt einen künstlichen Sonnenrand, der etwas größer als die Sonnenscheibe ist und so die meiste Sonnenstrahlung abschirmt. In letzter Zeit werden kleine H-alpha-Teleskope am Markt angeboten, die für Amateurastronomen durchaus erschwinglich sind.

## Messung

### Astronomische Messung
Die Winkelmessung der gegenüberliegenden Sonnenränder ist die älteste und bis heute genaueste Methode zur Bestimmung des Sonnendurchmessers. Kennt man die Entfernung {\displaystyle r} zur Sonne (die jahreszeitlich von 147 bis 152 Millionen km variiert) und hat die scheinbare Größe der Sonnenscheibe (Winkel {\displaystyle \alpha }) gemessen, so folgt der Durchmesser {\displaystyle D} der Sonne zu
{\displaystyle D=r\cdot 2\tan(\alpha /2)}
Der Winkel {\displaystyle \alpha } beträgt etwa 0,53° (31′28″ bis 32′32″) und die Sonnendistanz {\displaystyle D} kann z. B. aus den Kepler-Gesetzen berechnet werden, wenn die Astronomische Einheit (AE = 149,598 Mill. km) als bekannt gelten kann. Vor einem Jahrhundert kannte man sie allerdings erst auf drei bis vier Stellen genau, sodass der „Maßstab“ des gesamten Sonnensystems um einige Promille fehlerhaft war. Dies war einer der Gründe, warum die Astronomen die Distanzen zu Planeten und Monden lieber in AE als in km angeben.
Eine zweite durch Winkelmessung der Sonnenränder lösbare Aufgabe ist die Untersuchung, ob die Sonne genaue Kugelform besitzt. Da sie langsam rotiert (je nach Breitengrad in 25–30 Tagen), müsste sie eine geringe Abplattung aufweisen. Man hat sie allerdings lange nicht nachweisen können, weil die Luftturbulenzen (siehe obgenannte Phänomene 3 und 4) die Genauigkeit vermindern. Auch die oft vermuteten geringen Variationen der Sonnengröße lassen sich nur schwer nachweisen, sodass z. B. die Messung des fast gleich groß erscheinenden Erdmondes genauer möglich ist als die des größten Himmelskörpers unseres Planetensystems.
Der Sonnenrand wird noch für weitere Methoden der Astronomie herangezogen, zu denen unter anderem gehören:
- Die Messung der Kontaktzeiten (1. bis 4. Kontakt) bei einem Merkur- und Venusdurchgang
- Die Analyse von Sonnenfinsternissen und
- zugehörige Bestimmung des Mondrand-Profils
- Einmessung der Örter und Aufstiegsgeschwindigkeit von Protuberanzen
- Messung des Dopplereffekts durch Spektralanalyse an gegenüberliegenden Sonnenrändern, woraus man die genaue Rotationsgeschwindigkeit ableiten kann

### Geodätische Messung
In der Geodäsie ist die Richtungsmessung zur Sonne ein einfaches Mittel, um ein Vermessungsnetz absolut – d. h. genau nach astronomisch Nord – zu orientieren. Man misst die beiden Sonnenränder mit einem Theodolit, indem man ihre Durchgangszeiten am Vertikalfaden des Instruments stoppt. Zeiten und Richtungen werden gemittelt (was einer fiktiven Messung der Sonnenmitte entspricht) und dann deren Azimut gerechnet. Die sphärische Trigonometrie gibt dazu Formeln an, in die neben dem Zeitpunkt der Beobachtung auch die geographische Breite und Länge sowie vom Datum abhängige Größen eingehen.
Ähnliche Berechnungen sind übrigens auch zu machen, wenn eine Sonnenuhr zu entwerfen ist, oder wenn ein Architekt die genäherte Sonnenscheindauer für die Planung einer Siedlung oder eines Hochhauses benötigt.
Die Genauigkeit eines geodätischen Azimuts zur Sonne liegt bei etwa 0,001°, wenn die Messungen sorgfältig durchgeführt und einige Male wiederholt werden. Sie reicht für die Ausrichtung eines kleinen Messnetzes oder der Vermessung eines Grundstückes völlig aus, doch verwendet der Geodät dafür normalerweise 2–3 Vermessungspunkte der Umgebung. Manchmal sind diese jedoch unauffindbar oder zerstört – oder die Sicht ist durch Bewuchs, Wald oder hohe Gebäude behindert. Dann ist die Sonnenmethode ein ökonomischer Ersatz und von ähnlicher Güte wie eine GPS-Vermessung, die wesentlich höhere Investitionen erfordert.
Die Richtungsmessung der Sonnenränder kennt noch andere nützliche Anwendungsfälle, die allerdings seltener auftreten:
- Absteckung oder Einmessung von isolierten Linienstrukturen (z. B. Leitungen) in Waldgebieten oder in Entwicklungsländern
- Kontrolle langsamer Bewegungen und Drehungen, z. B. in der Glaziologie
- rasche Bestimmung von Gebäuderichtungen, etwa in der Archäologie
- Ortsbestimmung auf Expeditionen (hier wird neben der Richtung auch der Höhenwinkel zur Sonne gemessen)
- bei einigen Raumsonden das Scannen der Sonnenscheibe, um aus ihrer Richtung und der zu hellen Sternen die Flugbahn zu bestimmen.

## Geschichtliches
Bereits in vorgeschichtlicher Zeit dürften vereinzelt Messungen so hoher Präzision gelungen sein, dass der scheinbare Winkel der Sonnenscheibe bereits eine Rolle spielte. So ist die Genauigkeit, mit der die Menhire von Stonehenge eingerichtet wurden, teilweise so hoch, dass entweder die Schattenrichtung der Sonnenränder oder zumindest die Mitte der etwas unscharfen Schatten berücksichtigt wurde. Sie erlauben dadurch sogar eine Rückrechnung der Ekliptikschiefe.
Auch die Tatsache, dass viele künstlerische Darstellungen der Sonne eine Scheibe zeigen, deutet auf tiefere astronomische Kenntnisse hin. Das bekannteste Beispiel dafür ist die Himmelsscheibe von Nebra aus der Bronzezeit.
Im alten Ägypten und in Mesopotamien war die genaue Beobachtung der scheinbaren Sonnenbahn (Äquinoktium, Sonnenwenden usw.) eine Voraussetzung für die Erstellung genauer Kalendersysteme. Auch die Absteckung der Pyramiden – die teilweise nur wenige Bogenminuten von der Südrichtung abweicht – deutet auf einen hohen Stand der Messtechnik.
In diesem Zusammenhang ist auch die Hypothese des Xenophanes zu erwähnen, der die Sonne als eine feurige Wolke bezeichnete – im Gegensatz zu seinen Zeitgenossen, die in ihr eine übernatürliche Erscheinung sahen. Hinter seiner (damals stark angefeindeten) Erkenntnis dürfte eine Beobachtungsmethode der Sonnenscheibe und/oder ein Experiment zur Wirkung der Sonnenstrahlung stehen. Die Sicht der Sonne als Objekt der Physik wurde u. a. von Anaxagoras weiterentwickelt, der sie als glühenden Stein bezeichnete. Später setzten sich allerdings wieder mythische Erklärungen durch.
Thales von Milet gelang um 600 v. Chr. eine genaue Vorausberechnung einer Sonnenfinsternis. Der zugrundeliegende Meton-Zyklus konnte von den Astronomen Babylons nur durch sorgfältige Beobachtung des Verlaufes zahlreicher Finsternisse so verlässlich abgeleitet werden.

Aristarchos von Samos versuchte um 200 v. Chr., aus speziellen Winkelmessungen zur Zeit der Halbmond-Phasen die Entfernung der Sonne zu berechnen. Dabei muss er sich nicht nur mit der Mittelung der Mondränder, sondern auch der Sonne befasst haben. Seine Gedanken, dass sie das eigentliche Weltzentrum darstelle, wurde aber erst 1500 Jahre später von Nikolaus von Kues, Regiomontanus und Nicolaus Copernicus aufgegriffen.
Interessant wäre eine Recherche, wann die bei Sonnenfinsternissen zu sehende Korona das erste Mal in Beziehung zum Sonnendurchmesser gesetzt wurde. Da solche Beobachtungen auch freiäugig möglich sind, kann dies schon lange vor der Erfindung des Fernrohrs gewesen sein. Auch mit Lochkameras konnte die Sonnenscheibe schon vor vielen Jahrhunderten abgebildet werden. Die frühesten aus China überlieferten Beobachtungen großer Sonnenflecken setzen sie allerdings noch nicht in Beziehung zum Sonnenrand, wie es z. B. Galileis Zeichnungen ab dem Jahr 1610 taten. Die Priorität solcher Messungen beanspruchten auch Thomas Harriot und Johann Fabricius; letzterer deutete die Wanderung der Sonnenflecken vom Ost- zum Westrand erstmals als Sonnenrotation.